# Gerrit van Cammingha
Gerrit van Cammingha, afkomstig van de stins Cammingha in Ferwerd. (ook wel Gerrolt of Gerraut) (geboren ca. 1340) was telg van een Fries adellijk geslacht. Hij hoorde bij de partij van de Vetkopers.

## Privéleven
Gerrit van Cammingha is twee keer getrouwd geweest. De eerste keer met Hack Cammingha van Cambuur. Bij haar heeft hij twee zoons en twee dochters gekregen. De enige erfgenaam van hen was dochter Wick, de andere kinderen stierven kinderloos. Na het overlijden van zijn vrouw trouwde hij met Tjemck. Uit dit huwelijk kwam zijn zoon Peter van Cammingha voort.

## Cammingha en Albrecht van Beieren
Toen de vijandschap tussen de Schieringers en Vetkopers op 18 augustus 1397 opnieuw tot een gewelddadige treffen leidde bij Menaldum delfden de vetkopers het onderspit. Nu deze zwakker geworden waren, zochten zij steun bij de graaf Albrecht van Beieren. Albrecht zag hierin een kans zijn invloed in Friesland te vergroten en hapte toe. Op 29 augustus werd de overeenkomst door Albrecht van Beieren en Gerrit van Cammingha namens de vetkopers bezegeld. Met hulp van Cammingha lukt het Albrecht van Beieren de Schieringers eronder de krijgen. Van Beieren die nu veel invloed uitoefende in Friesland gaf zijn pas verkregen macht niet op en bouwde verschillende burchten om zijn macht te consolideren.

## Beloningen
Voor van Cammingha legde zijn overeenkomst met de Hollanders geen windeieren. Voor zijn steun werd hij door de graaf tot baljuw benoemd en in de ridderstand verheven. Daarnaast werd er voor hem een tuin aangelegd die 20 Hollandsche guldens gekost had.

## Protesten
De Friezen, nog steeds gewend aan de befaamde Friese vrijheid moesten niet veel hebben van de vreemde overheersing. Vanaf 1399 ontstond er gewapend verzet tegen de graaf en Cammingha. Direct oorzaak was het verdrag dat Cammingha op 27 maart in Den Haag had gesloten. Hierin waren de precieze bepalingen opgesteld waarop van Beieren zijn invloed rechtvaardigde. De Schieringers hadden genoeg van de Hollanders en zochten hulp bij de stad Groningen. Toen de Graaf hiervan hoorde stuurde hij onmiddellijk zijn twee zonen, Willem VI van Holland en Jan van Beieren naar Friesland om de opstand te beteugelen. Het leger landde bij Stavoren, maar al snel werd weer ingescheept en uitgeweken naar Sexbierum. De cammingha's werden later eigenaar van het waddeneiland Ameland.

## Verraad van Van Cammingha
Het Hollandse leger zou in Sexbierum de nacht doorbrengen om de volgende dag naar Holwerd verder te trekken. De Friezen zaten ondertussen echter niet stil, en hadden een leger geformeerd. Het plan was om de Hollanders in de nacht te overvallen. Het zou hun lukken, ware het niet dat Gerrit van Cammingha het Hollandse leger waarschuwde door hun aandacht te trekken met grote vuren. Toen de Friezen aanvielen waren de Hollanders voorbereid. In een nette slagorde werd het Friese leger opgewacht, en zwaar verslagen. Ondanks de onversaechden moede van de Friezen werden zij gedoot ende geslagen.

## Beloningen
Van Cammingha had duidelijk gemaakt dat zijn sympathie bij de Hollandse Graaf lag. Deze was daar zeer erkentelijk voor. Op 18 juli 1399 werd hij door Albrecht om menighen trouwen dienst dien hij bewezen had ende noch oft God wil doen sal beloond. Hij kreeg zeggenschap over de stad Leeuwarden met daarbij de dorpen Wirdum, Stiens en Ferwerd met alle heerlijkheden, visrechten, brucchen, openstaande boetes etc. die daarbij hoorden. In ruil hiervoor moest Cammingha wel beloven altijd op eigen kosten 20 ruiters te onderhouden die Albrecht van Beieren te allen tijde konden bijstaan in een buitenlandse oorlog.

## Nasleep
Toen in 1400 de vijandelijkheden tussen de Schieringers en vetkopers weer oplaaiden, bevond Cammingha zich in Stavoren dat hij namens de Hollanders tegen de Friezen hielp beschermen. Toen er geen hulp uit Holland kwam, was hij een van de eersten die vanuit Friesland naar Holland vluchtte. Vele vetkopers zouden zijn voorbeeld volgen. Daar ontving hij voor zijn onderhoud van de Graaf 200 Hollandsche gulden. Toen in oktober 1401 een bestand getekend werd, kon hij terugkeren naar Friesland. Hij moet overleden zijn voor 1424, want toen tekenden zijn dochter Wick en zijn zoon Peter een contract aangaande zijn erfenis.